# Keep yourself alive
「keep yourself alive」（キープ・ユアセルフ・アライヴ）は、日本の女性歌手、華原朋美のデビューシングル。小室哲哉プロデュースによる楽曲である。クイーンの楽曲「Keep Yourself Alive」（邦題は「炎のロックンロール」）とは関係ない。

## 背景
小室哲哉が立ち上げたレーベル「ORUMOK RECORDS」の第1弾シングルで、小室と共に自身が初出演した「日本ORACLE」のCMソング。ちなみに、左記タイアップの際には未収録バージョン（バージョン名不明）が使用された。

## 音楽性
歌詞の内容は、華原朋美の20年間の生き方を小室哲哉が反映させたものである。
楽曲のキーがとても高いのは「誰も歌えないくらいキーが高い曲を歌いたい」という華原の要望から作られた。
1997年に『TK MUSIC CLAMP』（フジテレビ）で、歌手の髙橋真梨子はこの曲を聴いて「（華原の）ビブラートの上手さに感動した」と語っている。

## ミュージック・ビデオ
PVは、近未来的な映像の中でパンダメイクの華原がダンスしながら歌うものであった。
この曲の振り付けは、翌1996年にdosのメンバーとしてデビューする椛島永次（現・KABA.ちゃん）によるものである。河口湖スタジオで撮影が行われた。振り付けの構想の際には普通のガラスを鏡の代わりにして踊った。
PVには小室も出演し、メイキングシーンには椛島も出演した。
PVとメイキングが収められたシングル・ビデオは、1995年9月16日に発売された。

## チャート成績
初回出荷分は11.6万枚だったが、発売初日に2.6万枚を超える追加注文が来た。これはH Jungle with tの「GOING GOING HOME」より良い数字だった。
テレビ出演は殆どなかったが、オリコン初登場で9位→9位→8位→8位→10位とTOP10に5週連続チャートインするほど売れ続け、最終的に37万枚まで売り上げた。
1996年1月時点でシングルの出荷枚数は40万枚強を記録している。

## 収録曲
- 作詞・作曲・編曲：小室哲哉
- MIX：Gary Wright

1. keep yourself alive [RADIO EDIT MIX]
2. keep yourself alive [ORIGINAL FULL LENGTH MIX]
3. keep yourself alive [INSTRUMENTAL]

## 収録アルバム・PV集
- 1stアルバム「LOVE BRACE」

keep yourself alive [more rock]
ベスト・アルバム
- kahala compilation

keep yourself alive [RADIO EDIT MIX]
- Best Selection

keep yourself alive [RADIO EDIT MIX]
- Super Best Singles 〜10th Anniversary〜

keep yourself alive [RADIO EDIT MIX]
- ALL TIME SINGLES BEST

keep yourself alive [RADIO EDIT MIX]
PV集
- VHS「keep yourself alive」

keep yourself alive [ORIGINAL FULL LENGTH MIX]　＋メイキングインタビュー
- DVD「very best of MUSIC CLIPS」

keep yourself alive [RADIO EDIT MIX]
- ALL TIME SINGLES BEST（初回限定版DVD）

keep yourself alive [RADIO EDIT MIX]
その他
- 「HOW TO MAKE TOMOMI KAHALA 華原朋美はいかにして華原朋美となり得たか」
ローソン予約限定で発売されたヒストリー・ビデオ　メイキング映像

## タイアップ
| # | 楽曲名                                   | タイアップ                | 出典 |
| - | ---------------------------------------- | ------------------------- | ---- |
| 1 | 「keep yourself alive [RADIO EDIT MIX]」 | ORACLE TVCFイメージソング |      |